# Al Abdiyah (huyện)
Huyện Al Abdiyah là một huyện thuộc tỉnh Ma'rib, Yemen. Đến thời điểm năm 2003, huyện này có dân số 13000 người